# Protesty na hranici Pásma Gazy (2018–2019)
Protesty na hranici Pásma Gazy, známé také pod názvem Velký pochod za návrat (arabsky مسیرة العودة الكبرى‎, Masīra al-ʿawda al-kubrā), byla série demonstrací, které se konaly v letech 2018–2019 každý pátek v blízkosti izraelské hraniční bariéry kolem Pásma Gazy. Palestinci zde protestovali od 30. března 2018 do 27. prosince 2019. Během protestů izraelská armáda zabila 223 Palestinců (z nich 46 dětí) a dalších 8000 lidí bylo zraněno. Protestující požadovali zajištění návratu palestinských uprchlíků do původních domovů na dnešním území Izraele, zrušení blokády Pásma Gazy a amerického uznání Jeruzaléma coby hlavního města Izraele.
Protesty, které původně organizovali nezávislí aktivisté, měly začít velkým pochodem za návrat a měly trvat pouze v období mezi dvěma palestinskými významnými dny – dnem půdy (30. března) a dnem Nakby (15. května). Iniciativu ovšem brzy převzal vládnoucí Hamás a další ozbrojené skupiny a protesty trvaly dalších 18 měsíců, než je Hamás pozastavil. Prvního protestu (30. března) se účastnilo 30 tisíc Palestinců. Během něj bylo izraelskou armádou zabito 15 osob a 1400 zraněno. Izrael na místo vyslal 100 odstřelovačů. Podle izraelské armády byla střelba uplatněna na osoby, které se přiblížily k hraniční bariéře. Někteří podle nich házeli na vojáky kameny. V dalších týdnech se počet demonstrujících snížil na 10 tisíc osob. Izraelská armáda proti nim i nadále zasahovala. Většina Palestinců protestovala nenásilnou cestou. Nicméně skupinky radikálů se pokoušely narušit bariéru, házely kameny nebo molotovovy koktejly a zapalovaly pneumatiky. Velení izraelské armády do médií uvedlo, že věří, že Hamás využívá protesty, aby překryl plán vniknutí do Izraele.
Do konce roku 2018 bylo zabito nejméně 189 Palestinců. Vyšetřovací komise OSN toto potvrdila a uvedla, že jen 28 z nich bylo příslušníky ozbrojených skupin, zbytek byli civilisté. V červnu 2018 Valné shromáždění OSN přijalo rezoluci odsuzující Izrael za zabíjení Palestinců. Brutální postup izraelské armády odsoudily také mezinárodní humanitární organizace. Kuvajt předložil Radě bezpečnosti OSN dva návrhy rezoluce pro odsouzení postupu Izraele a spuštění vyšetřování, nicméně oba byly vetovány Spojenými státy americkými. V roce 2019 nezávislá komise Rady OSN pro lidská práva provedla dílčí vyšetřování. Zkoumala 489 případů zabití či zranění Palestinců během protestů, přičemž došla k závěru, že jen dva z nich byly ospravedlnitelné ohrožením izraelských vojáků. V doporučení navrhla, aby došlo k řádnému vyšetření případně spáchaných válečných zločinů či zločinů proti lidskosti. Izrael byl později kritizován za dezinformace a vytváření falešného narativu ohledně palestinských protestů v Pásmu Gazy.
V květnu 2019 se konflikty přelily do čtyřdenních střetů, kdy se vzájemně ostřelovaly izraelská armáda s palestinskými ozbrojenými skupinami.